# Campionato Primavera 1988-1989
Il Campionato Primavera 1988-1989 è la 27ª edizione del Campionato Primavera. Il detentore del trofeo è il Torino.
La squadra vincitrice del torneo è stata l'Inter che si è aggiudicata il titolo di campione nazionale per la quarta volta nella sua storia.